# Omphisa leucostolalis
Omphisa leucostolalis là một loài bướm đêm trong họ Crambidae.